# 羅拉 (堪薩斯州)
羅拉（英語：Rolla）是一個位於美國堪薩斯州莫頓縣的城市。

## 地方資料
根據2020年美國人口普查的數據，羅拉的面積為0.97平方千米，當中陸地面積為0.97平方千米，而水域面積為0.00平方千米。當地共有人口384人，而人口密度為每平方千米395.88人。